# James Rowland
James Anthony Rowland (ur. 1 listopada 1922 w Armidale, zm. 27 maja 1999 w Sydney) – australijski wojskowy i działacz społeczny, marszałek, w latach 1975–1979 dowódca Royal Australian Air Force (RAAF), następnie w latach 1981-1989 gubernator Nowej Południowej Walii.

## Życiorys

### Młodość i kariera wojskowa

#### II wojna światowa
Pochodził z bardziej prowincjonalnej części Nowej Południowej Walii, był synem oficera Royal Australian Navy. W wieku 17 lat przeprowadził się do Sydney i podjął studia w zakresie inżynierii lotniczej na University of Sydney. W 1942 porzucił je, aby wstąpić na ochotnika do wojska. Po odbyciu szkolenia w Kanadzie, w ramach wspólnego programu kształcenia pilotów Wspólnoty Narodów, otrzymał pierwszy stopień oficerski i został skierowany do służby w Wielkiej Brytanii, gdzie pilotował ciężkie bombowce typu Handley Page Halifax i Avro Lancaster.
W grudniu 1944 odznaczył się szczególnym bohaterstwem, kiedy to w czasie lotu nad Düsseldorf, który miał zostać zbombardowany, stracił jeden z silników swojej maszyny, a mimo to zdołał dotrzeć do celu, wykonać zadanie i wrócić do bazy z mocno uszkodzonym samolotem, ale cały i zdrowy. Za ten wyczyn otrzymał Distinguished Flying Cross. Miesiąc później musiał katapultować się nad Frankfurtem po tym, jak w wyniku nieszczęśliwego wypadku zderzył się z innym alianckim samolotem, pilotowanym przez Kanadyjczyka. Został wzięty do niewoli przez Gestapo, które początkowo planowało jego rozstrzelanie, jednak dzięki wstawiennictwu dwóch oficerów Luftwaffe został przekazany w niewolę niemieckiemu lotnictwu, które umieściło go w obozie jenieckim, gdzie spędził resztę wojny.

#### Późniejsza kariera wojskowa
Po zwolnieniu z obozu wrócił do Australii i tymczasowo opuścił wojsko, aby dokończyć studia inżynierskie. W 1947 ponownie znalazł się w lotnictwie jako oficer służb technicznych. Od 1952 służył jako wojskowy pilot doświadczalny. W latach 1956–1959 był dowódcą jednostki badawczo-rozwojowej RAAF. Po podpisaniu kontraktu na zakup przez Australię francuskich samolotów Dassault Mirage III, przez trzy lata przebywał w Paryżu jako członek misji wojskowej, pracującej razem ze stroną francuską nad szczegółowymi aspektami wdrożenia Mirage do służby w Australii. W latach 1966–1971 zajmował stanowiska średniego szczebla. Po odbyciu studiów podyplomowych w Royal College of Defence Studies, został dyrektorem generalnym inżynierii lotniczej RAAF. W 1972 został awansowany na stopień wicemarszałka lotnictwa, co odpowiada w Australii dwugwiazdkowemu generałowi, a także otrzymał dowództwo nad wszystkimi służbami technicznymi RAAF. W 1975 jako pierwszy w dziejach przedstawiciel technicznej części RAAF, został dowódcą całego australijskiego lotnictwa. Otrzymał też stopień marszałka lotnictwa (trzygwiazdkowego generała). W marcu 1979 zakończył urzędowanie i przeszedł na wojskową emeryturę.

### Gubernator Nowej Południowej Walii
Bezpośrednio po odejściu z RAAF Rowland pracował jako doradca jednego z francuskich koncernów zbrojeniowych. Pod koniec 1980 premier Nowej Południowej Walii Neville Wran ogłosił jego nominację na, w przeważającej mierze ceremonialny, urząd gubernatora stanu, który formalnie objął 20 stycznia 1981. Rowland postawił sobie za cel przybliżenie urzędu gubernatorskiego zwykłym ludziom. W tym celu m.in. umożliwił zwiedzanie siedziby gubernatora w Sydney w znacznie większym zakresie niż dotąd, dbał też o zapraszanie na rozmaite oficjalne uroczystości osób spoza stanowej elity. Jego kadencja gubernatorska, pierwotnie czteroletnia, była dwukrotnie przedłużana o dwa lata i ostatecznie dobiegła końca 20 stycznia 1989, po dokładnie ośmiu latach.

### Późniejsze życie
Podobnie jak wielu emerytowanych australijskich urzędników i polityków najwyższego szczebla, po przejściu na emeryturę Rowland utrzymywał się głównie z pracy w radach nadzorczych wielu firm, którym posiadanie takiej osoby w swoich władzach dodawało prestiżu. Pozostał także aktywny społecznie, m.in. zasiadał w komisji nadzorującej pracę policji stanowej Nowej Południowej Walii. W latach 1990–1991 był kanclerzem University of Sydney.
Zmarł w maju 1999 roku, przeżywszy 76 lat. Został pochowany z najwyższymi honorami państwowymi.

## Odznaczenia
- Kawaler Orderu Australii (1987)[1]
- Komandor Orderu Imperium Brytyjskiego (1977)[2]
- Krzyż Siły Powietrznych (1955)[3]
- Krzyż Wybitnej Służby Lotniczej (1945)[4]